# Cérix
Para los heraldos, véase Cérices
En la mitología griega, Cérix o Cérice (en griego antiguo Κήρυξ) era un héroe ateniense, el hijo menor de Eumolpo. Su padre había sido sacerdote de Eleusis y Cérix se convirtió en el primer heraldo de los misterios eleusinos. Sin embargo, la piadosa familia de los Cérices de Atenas que se consideraba descendiente suya creía que Cérix había sido hijo del dios Hermes y de Aglauro, hija de Cécrope, el primer rey de Atenas. 
Otra versión afirma que Cérix era hijo de Hermes y Pándroso (la tercera de las hijas de Cécrope).